# Arte íbero

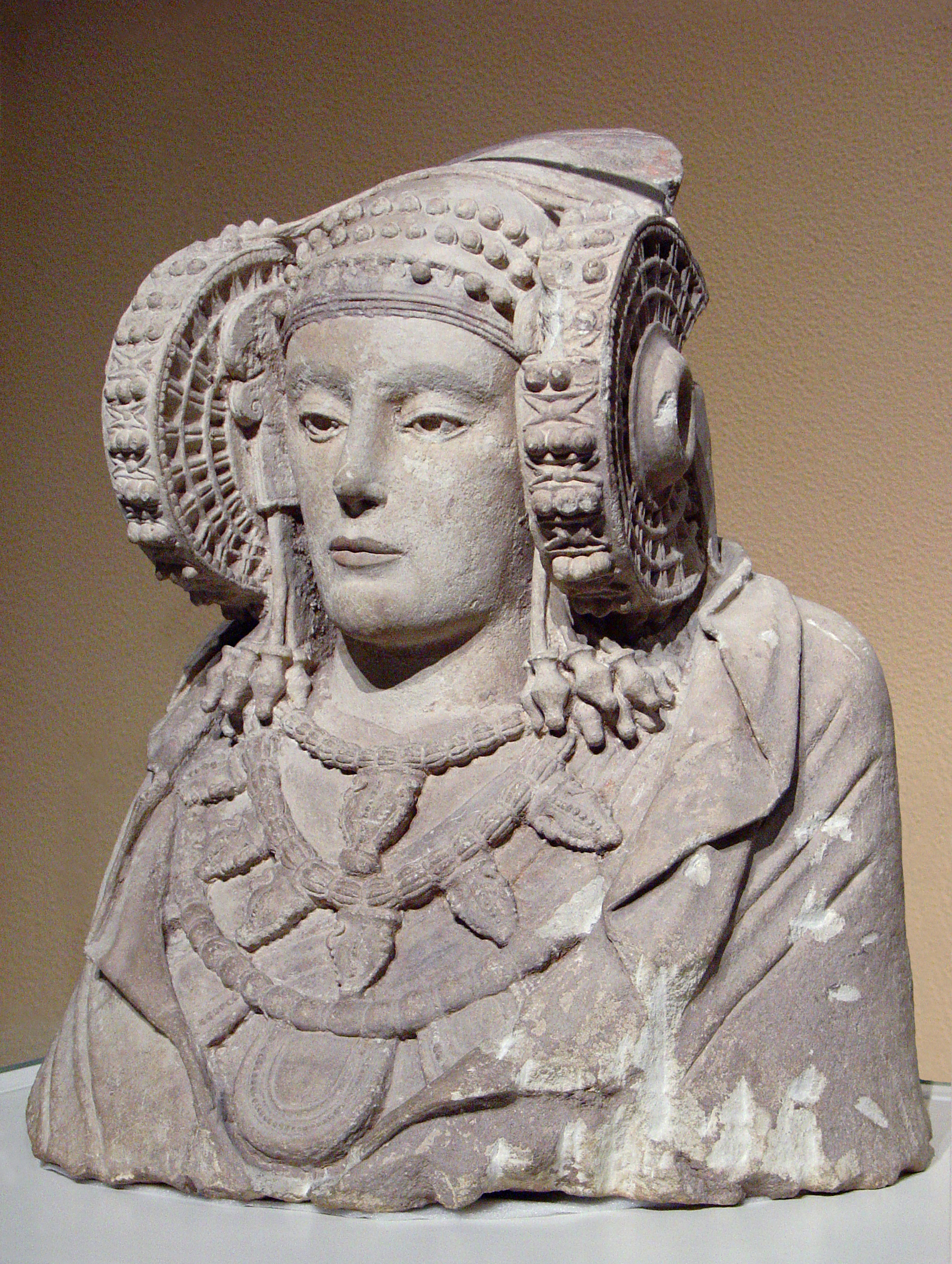
Dama de Elche (Museo Arqueológico Nacional de España, Madrid).

El término arte íbero se refiere al estilo artístico propio del pueblo íbero, asentado en la península ibérica. Las manifestaciones mejor conservadas son las escultóricas, realizadas en piedra y bronce. Los restos en madera y barro cocido son escasos, por ser materiales más perecederos.

## Escultura

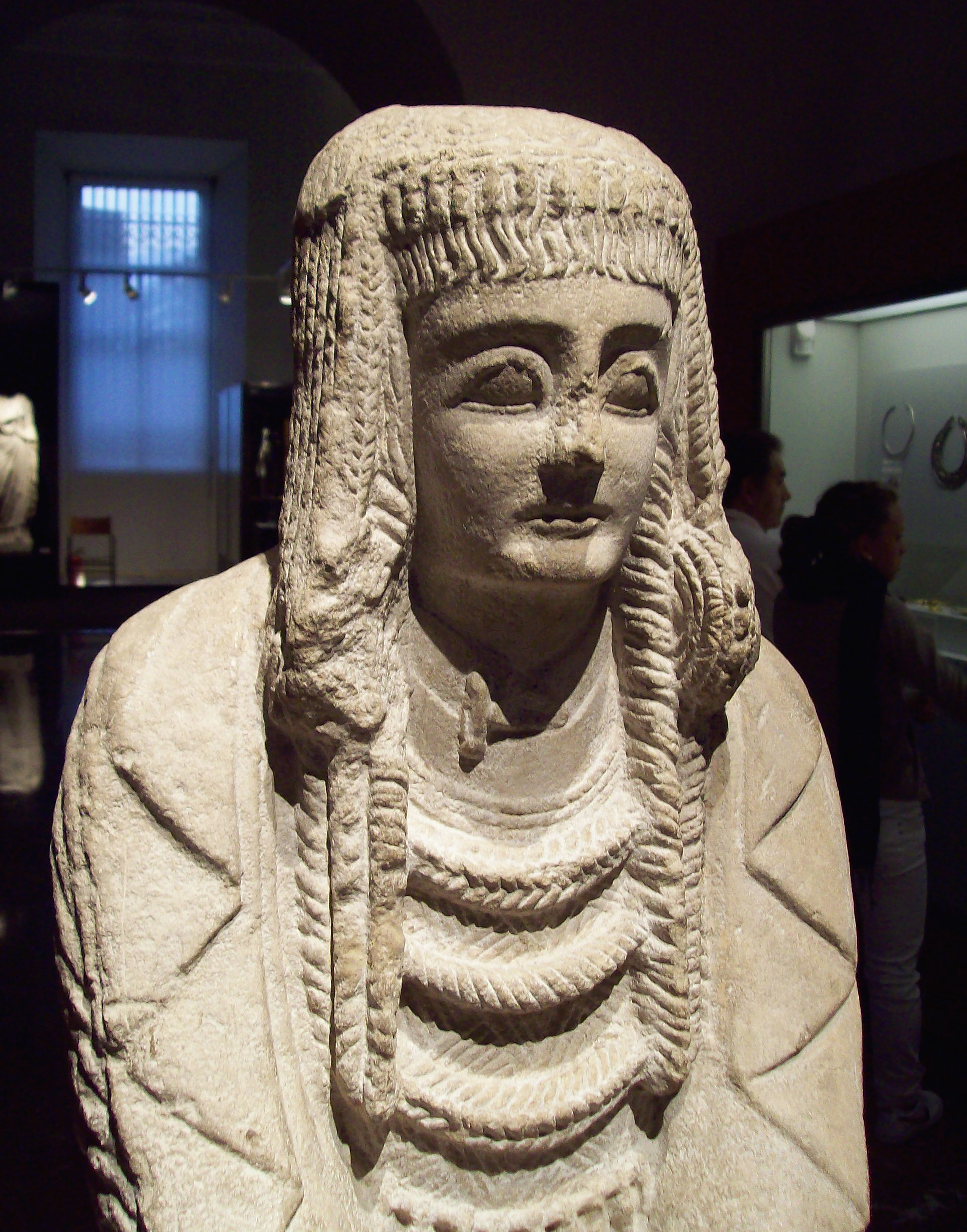
Gran Dama Oferente (Museo Arqueológico Nacional de España, Madrid).

La actividad más conocida del arte ibérico es la escultura figurativa, con pequeñas estatuillas de bronce, utilizadas como ofrendas o exvotos, y estatuas de piedra de mayor tamaño. Los yacimientos más importantes son: el santuario del Cerro de los Santos y el del Llano de la Consolación, en Albacete; el santuario del Collado de los Jardines, en Despeñaperros (Jaén); la Fuentecica en Coy y el del Cigarralejo en Murcia.
Entre las esculturas realizadas en piedra, clasificables según su finalidad funeraria o religiosa, se encuentra la Dama de Baza y la Dama de Elche (Museo Arqueológico Nacional de España, en Madrid), que presentan una rica decoración y que sirvieron de urna funeraria. Posterior a las anteriores, y con finalidad religiosa, es la Gran Dama Oferente (del siglo III a. C.), procedente del Cerro de los Santos en Montealegre del Castillo (Albacete), en cuya larga vestimenta de profundos y geométricos pliegues, y en el frontalismo de su estructura, se aprecian las influencias arcaicas de la plástica griega.
De esta misma época es el León de Coy y la Bicha de Balazote (Museo Arqueológico Nacional de Madrid), hallada en la localidad albaceteña que le da nombre y relacionada con los toros antropocéfalos mesopotámicos y seres de aspecto feroz del mundo hitita.

### Otras expresiones artísticas
En la orfebrería, destaca el Tesoro de Jávea formado por piezas de oro y plata de delicada labor de influjo griego.

## Área de influencia
El área de expansión de la escultura ibérica no es muy amplia, aunque sí muy diversificada, lo que favoreció una gran variedad regional propiciada, en buena medida, por las riquezas naturales y los rasgos culturales de cada zona. Sus manifestaciones se centran en tres áreas: el sur, el centro de la península y la zona del Levante.

### Sur

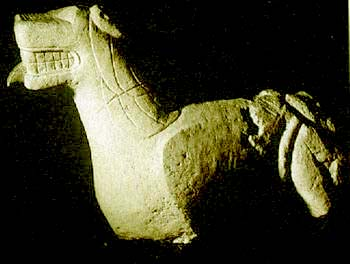
León de Bujalance, siglo a. C.

El área del sur peninsular, de Jaén y Granada, es de una gran complejidad por la influencia cultural de los pueblos colonizadores orientales que se habían instalado en ella con anterioridad (fenicios, griegos, etc.) y por la tradición dejada por los tartesios. La proliferación de restos arquitectónicos y escultóricos, así como muestras de orfebrería y cerámica son los rasgos más distintivos de esta región. Junto a esta corriente oriental se aprecia en el sur peninsular otra de origen helénico, que se introduce desde las costas alicantinas hacia el suroeste, presente en el Conjunto de Cerrillo Blanco de Porcuna, el Santuario Heroico del Cerro del Pajarillo (Huelma) y en el Yacimiento de Osuna (del siglo III a. C.).

### Interior
En el interior, concretamente en la Mancha occidental, destaca la importante ciudad (oppidum) de Alarcos junto al río Guadiana y con importantes restos de calles empedradas, exvotos y figurillas de bronce. Las ruinas de la ciudad ibera (luego romana y visigótica) de Oretum, capital de la antigua Oretania a ambos lados de Despeñaperros apenas están excavadas. Los restos son escasos en esta zona: cerámicas, figurillas de bronce y exvotos en los Santuarios de Despeñaperros y Castellar de Santisteban, En esta zona occidental los restos cerámicos parecen emparentarla con el sur peninsular.
No ocurre lo mismo con la Mancha oriental y las estribaciones de la Serranía conquense donde se palpa la influencia del estilo artístico ibero-levantino, sobre todo la cerámica. La zona central y meridional de Cuenca constituye el límite septentrional del mundo ibero que conecta con los celtiberos de la sierra. Aquí destacan numerosos yacimientos en la Manchuela conquense como Barchín del Hoyo y, sobre todo, el oppidum de Ikalesken (actual Iniesta) que conserva el único mosaico del arte ibero y uno de los más antiguos del mediterráneo. Este mosaico tiene la particularidad de representar la fusión de las culturas ibera, griega y fenicia. La cultura ibera está representada por el lobo, animal sagrado; la griega por Pegaso y la fenicia por la representación de la diosa Astarté, en el medio de la composición. El mosaico, del siglo VI a. C. aproximadamente, es muy arcaico en su realización pero por el interés artístico y la antigüedad que tiene merece la pena ser considerado como uno de los emblemas del arte ibérico.

### Albacete
Los territorios de la actual provincia de Albacete son especialmente pródigos en muestras diversas de arte ibérico, especialmente escultura, y sorprenden por la profusión de hallazgos, la calidad estilística y la singularidad de sus piezas. Muy sucintamente, se pueden mencionar la gran cantidad de piezas (solo en el Museo Arqueológico Nacional se conservan cerca de tres centenares) halladas en el importante centro de culto del Cerro de los Santos -especialmente la Gran Dama Oferente- y en el Llano de la Consolación. Como piezas únicas destacan la Bicha de Balazote, la Dama de Caudete, la Esfinge de Haches, la Cierva de Caudete, el Sepulcro de Pozo Moro, el León de Bienservida, las Esfinges gemelas de El Salobral, el Caballo de la Losa (Casas de Juan Núñez) o el Jinete de Villares (Hoya Gonzalo) entre otros. En orfebrería destaca el llamado Tesoro de Abengibre, conjunto de vajilla de plata con inscripciones iberas y también la Necrópolis de Los Villares y el camino de la cruz en Hoya Gonzalo que se encuentran en las estribaciones de los Altos de Chinchilla en las inmediaciones de la Vía Heráclea con cerámicas griegas, materiales púnicos, etruscos, etc.
La existencia de grandes oppida en la provincia aún sin estudiar, quizá aumente sensiblemente el ya abultado número de vestigios de arte ibérico. Aunque esta zona siempre es calificada como de paso o de extensión de influencias ibéricas levantinas o del sur, es posible que el flujo de extensión fuera, más bien, en sentido inverso y sea ésta una zona nuclear.

### Levante

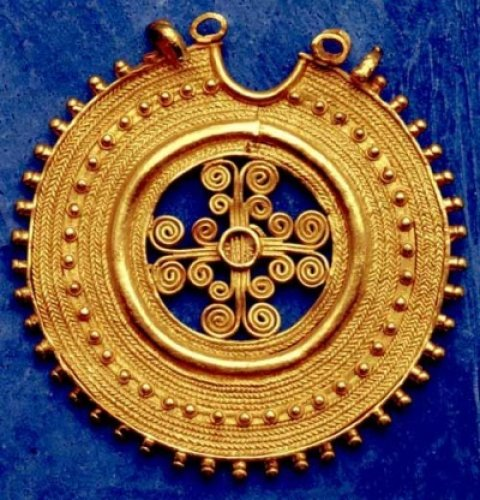
Arracada de la Condomina (Villena)

En el levante valenciano, en la antigua Edetania, las manifestaciones ibéricas muestran grandes vinculaciones, no solo con la viejas tradiciones de los primeros pobladores del Bronce y del Hierro, como por ejemplo en la incineración como sistema de enterramiento, sino también con las corrientes orientales aportadas por los colonizadores griegos, de los que recogen características propias del período arcaico griego, tratan los mismos temas - esfinges, grifos -, y utilizan decoración geométrica en la cerámica, con fondos amarillentos o ligeramente rojizos.
Esta corriente levantina se transmite a zonas aisladas del valle del Ebro donde se mezcla con los substratos célticos y posteriormente romanos.